# شقرون بن أبي جمعة الوهراني
أبو عبد الله محمد شقرون بن أبي العباس أحمد بن أبي جمعة المغراوي الوهراني الفاسي ، من علماء بداية القرن العاشر الهجري، السادس عشر ميلادي   بفاس.

## اسمه ونسبه و مولده
عرف بشقرون لأنه كان أشقرا أحمر العينين و هو لقبه الذي اشتهر به. ولد سنة 879 هـ 1474 م بوهران  و أبوه أبو العباس أحمد بن أبي جمعة الوهراني صاحب الفتوى الشهيرة لمسلمي الأندلس. جده أبو جمعة بن الإمام محمد بن عمر الهواري المغراوي المشهور دفين وهران. رحل إلى فاس صبيا مع أبيه و أقام بها إلى وفاته.

## شيوخه
- أبوه أحمد بن أبي جمعة الوهراني (توفي سنة 921 هـ 1515 م):[3] من كبار علماء وهران بوقته. أخذ عن الشيخ غانم ين يوسف الغمري و غيره. و هو صاحب الفتوى الشهيرة للموريسكيين بالأندلس و التي تجيز لهم التظاهر بالنصرانية و إخفاء الإسلام و أبوه أول شيوخه.[4]
- محمد بن غازي المكناسي (توفي سنة 910 هـ 1504 م ):[5] انتهت إليه رئاسة العلماء بفاس بوقته. كان فقيها عالما بالقراءات و العربية و الحساب . لازمه شقرون  و أخذ عنه و رثاه بقصيدة مشهورة حين توفي.[6]
- أحمد بن محمد الدقون (توفي سنة 921 هـ 1515 م ):[7] أبو العباس أحمد بن محمد بن يوسف الصنهاجي الغرناطي الأندلسي.  انتقل من غرناطة قبيل سقوطها إلى فاس و أقام بها إلى وفاته. أجاز لشقرون الرواية عنه بشعر منه :

أجاز لك الدقون يا نجل سيدي  ... أبي جمعة و الآل كل الذي روى
- أبو عبد الله بن العباس التلمساني (توفي بعد سنة 920 هـ  1514 م):[9] أبو عبد الله محمد بن محمد  بن العباس العُبّادي التلمساني. من علماء تلمسان بوقته، أخذ عن علماء تلمسان وعن ابن غازي بفاس . لقيه  شقرون بفاس و أخذ عنه علوم ابن زكري التلمساني و غيره.[10]

## تلاميذه
```
لم يذكر المترجمون لشقرون الوهراني من أخذ عنه من تلاميذه. و ذكره 
ابن مريم
 في جملة شيوخ أحد علماء تلمسان و هو :
```

- علي بن يحي السلكسيني التلمساني (توفي 972 هـ / 1565 م):[11] أبو الحسن علي بن يحي السلكسيني الجاديري التلمساني. كان من كبار علماء تلمسان بوقته. إمام و خطيب جامع أجادير.  برع في الفقه و الفرائض و القراءات و الحساب.

## مكانته العلمية
كان شقرون من العلماء الظاهرين بفاس. كان عالما بالفقه و برع في القراءات و علم الكلام. و قد كان أيضا شاعرا مُجيدا. و كان واسع الآفاق و الاهتمامات مثل عادات المجتمع و آدابه. وآثاره و مصنفاته المختلفة المتنوعة تدل على غزارة  علمه و كثرة اطلاعه.

## مصنفاته[13]
- الجيش الكمين لقتال من يكفر عامة المسلمين.
- تقريب النافع في الطرق العشر لنافع.
- تقييد على مورد الظمآن.
- فهرست لشيوخه.
- قصيدة في رثاء ابن غازي.
- المنظومة الشقرونية  (في المأكولات و المشروبات).

## أسرته
- أبوه :  أحمد بن أبي جمعة الوهراني (توفي سنة 921 هـ 1515 م):[3] من كبار علماء وهران بوقته.
- عمه:[14] محمد بن أبي جمعة الوهراني (توفي سنة 920 هـ 1514 م):[15] كان نحويا و لغويا و برع في الفلك و الحساب.
- جد أبيه:[1] محمد بن عمر الهواري الوهراني (توفي سنة 843 هـ 1439 م):[16] إمام وهران و عالمها المشهور.

## وفاته
توفي بفاس و دفن بها سنة 929 هـ الموافق سنة 1523 م.